# Gráfica Génesis
Gráfica Génesis es un espacio escénico, ubicado en San José, Costa Rica, en el cual se llevan a cabo numerosas manifestaciones artísticas. De día es un taller de serigrafía y de noche se transforma en un espacio que abre sus puertas para las manifestaciones artísticas. 

## Dirección
Se ubica en Barrio Luján, de las piscinas de Plaza Víquez 250 m norte, calle 13 avenidas 12 y 14. Calle de la línea del tren.

## Historia
Según Alfieri (2014)  nace el espacio como un taller de serigrafía, en el cual se realizan obras de arte a partir de esta técnica, han pasado por este lugar alrededor de 50 artistas costarricenses e internacionales. Entre algunos de los trabajos realizados por el taller están los paneles gráficos del Museo del Banco Central, paneles gráficos del antiguo Museo del Jade del Instituto Nacional de Seguros y una serie de productos diseñados para las tiendas de diferentes museos nacionales.
Tomando en cuenta las dimensiones del espacio en el 2009 y el acercamiento de Adrián Figueroa, se propuso aprovechar el lugar para ampliarlo a las artes escénicas. El director del Conservatorio El Barco; Jimmy Ortiz se acercó, conoció el espacio y nació la coreografía “Gata Brava”, este fue el primer espectáculo de danza que se presentó en Gráfica Génesis. A partir de aquí surgieron diversas presentaciones que obligaron a los administradores a formalizar el espacio (patente para teatro). Alfieri, (2014)
El lugar gustó mucho por su versatilidad a la hora de ser utilizado, al no tener paredes divisorias y por su alternatividad. Hasta la fecha el lugar permanece bien activo con respecto a funciones o temporadas a presentarse. Entre la clientela se observan egresados del Conservatorio El Barco, estudiantes de danza, grupos independientes de danza contemporánea. Alfieri (2014)
Como organización privada de gestión cultural Gráfica Génesis trata de dar todo el apoyo posible a este sector de la danza, tomando en cuenta las necesidades que existen en el país de espacios para la presentación de este arte. Alfieri, (2014)
Cuando esta organización empieza a consolidar la parte de las artes escénicas arrancan con una labor de producción en diferentes programas incentivadores de la danza nacional como por ejemplo; el encuentro de Solos Hecho a Mano (Coproducción con Signos Teatro Danza) que en este año 2014 se realizará la cuarta versión que será internacional (Coproducción Signos Teatro Danza, Centro Cultural España, Tres Hermanos). También coproduzcamos con Gráfica Génesis que surgió a partir de un Pro artes que se le adjudicó al espacio para proyección institucional, después de este pro artes la iniciativa se viene desarrollando anualmente. Además, este año se desarrolló un Festival de pequeño formato llamado; A Puro Cuerpo (Coproducción con Tres Hermanos), este tiene como prioridad el movimiento.

## Difusión espectáculos que se desarrollan en el lugar
Gráfica Génesis hace la difusión de los eventos que se presentan en sus instalaciones principalmente por medio de las redes sociales, afiches que se colocan en lugares estratégicos (Ministerio de Cultura, Centro Cultural España, Universidades Privadas y Públicas, lugares que frecuentan artistas), publicidad de boca en boca y mediante el seguimiento de la prensa (artículos).

## Utilización del espacio
Las principales agrupaciones de danza que se presentan en el espacio son agrupaciones independientes nacionales, se cuenta con participación internacional en festivales o encuentros.

## Facilidades para los artistas
Entre las facilidades para los artistas que ofrece el lugar son: las condiciones del espacio, este puede ser transformado y moldeado a petición del coreógrafo(a), hay libertad creativa en ese aspecto; el director del espacio se encuentra flexible y permeable a la utilización de cualquier lugar (se ha bailado desde la línea del tren hasta el patio); el precio o tarifa de alquiler es accesible; coproducciones en las que se da un porcentaje de la boletería; se han realizado talleres dirigidos a la población artística; se alquila el espacio para ensayos entre otras cosas.

## Mejoras al lugar
En este año Gráfica Génesis ha implementado mejoras estructurales como el reemplazamiento de una parte del techo y su estructura, un baño en la parte de atrás. También se tiene pensado para un futuro próximo elevar el techo de la parte del escenario, batería de baños en la entrada, mejorar en cuanto a luces, consolas. Todo esto con el fin de aumentar la comodidad de los usuarios. Y en un futuro lejano se piensa en un segundo piso donde haya salones de clases y con esto contribuir al medio artístico. Alfieri (2014)

## Papel de los directores
El papel de Adrian Figueroa y Ricardo Alfieri en el crecimiento del espacio ha estado en: tener una buena curaduría de los espectáculos que se presentan (espectáculos de calidad), conocimiento y análisis del medio artístico, interés en las propuestas de contenido enriquecedor.

## Registro de los espectáculos escénicos que se han presentado en Gráfica Génesis del año 2009 al 2013.

### 2009
- Abya Yala: Monílogo Renato, Julio 2009. Teatro.
- 4 Pelos Los Denmedium y Las Hijas de Otro: Gata Brava, Octubre del 2009. Danza.

### 2010
- Off Festival: 19, 20 y 21 de marzo de 2010. Zoo Company, Holanda. Danza.
- Ex –ánima: 2, 9, 16, 23 y 30 de mayo, Bufo Periglenes. Teatro Negro.
- DePaso Grupo Escénico: 18, 19 y 20 de junio, Cortos Tres. Danza.
- Danza Graffiti: El Suicida Perfecto, 30 y 31 de julio, 1 de agosto. Danza.
- Cla: presenta, 27, 28 y 29 de agosto. Danza
- 1.er Encuentro de solos Hecho a Mano: 16, 17 y 18 de setiembre. (Ofir León, Elian López, Adrián Figueroa, Humberto Canessa, Lucía Rivera, Estefanía Madrigal, Wendy Chinchilla, Vanessa Cintrón). Danza
- Nána+na: 24 y 25 de Setiembre, Antes que presiones Play…Stop. Danza
- DanzaTEC: Memorias de una Mesa, 15, 16 y 17 de octubre. Danza
- Gráfica Génesis: HOMOTEXTUAL, Coreografía de Francisco Centeno, 29, 30 y 31 de octubre. 6 y 7 de noviembre. 2 y 3 de diciembre. Danza
- Cabe Mencionar que con la obra Homotextual, Nereo Salazar giro por las ciudades de Madrid, Bilbao y Sevilla en España en el Marco de El Circuito de la Red de Teatros Alternativos en diciembre de 2011 asistiendo como técnico en iluminación y sonido de la obra.
- UrbaUNED: Tierra de nadie tierra de todos, 13 y 14 de noviembre. Danza
- Fiesta de Danza: Gráfica Génesis-Danza U. 18 de Diciembre.

### 2011
- La Santa Chochera: Dono Artefárita, 18, 19 y 20 de febrero. Danza
- Ex – Ánima: Bufo Periglenes. Inauguración de Gráfica Génesis – PROARTES. Niños y niñas de la escuela Centeno Güell. 24 y 25 de febrero. Teatro Negro.
- Gráfica Génesis: HOMOTEXTUAL, Inauguración de Gráfica Génesis – PROARTES. Jóvenes en riesgo social. Hogar Casa San José. 18 de marzo. Abierto al público general el 18 y 19 de marzo. Danza,
- Signos Danza Teatro: Un día menos. 1 y 2 de abril. Danza-Teatro.
- DePaso Grupo Escénico: Sinaxesos, 6, 7 y 8 de mayo. (Espectáculo beneficiado por la convocatoria “coproduzcamos un espectáculo con Gráfica Génesis, proyecto parte de la inauguración en el marco de PROARTES). Danza.
- Ena Aguilar: Mujeresdebarro, 16 de mayo. Danza.
- DePaso Grupo Escénico: Sinaxesos, 10, 11 y 12 de junio. (Espectáculo beneficiado por la convocatoria “coproduzcamos un espectáculo con Gráfica Génesis, proyecto parte de la inauguración en el marco de PROARTES). Danza.
- Las hijas de otro: LH “PCC33” y 10 minutos después de yo. 17 y 18 de junio. Danza.
- Wendy Chinchilla, José Raúl Martínez y tres & diez (Mario López y Laura Chaves): Resulta2, 12, 13 y 14 de agosto. (Espectáculo beneficiado por la convocatoria “coproduzcamos un espectáculo con Gráfica Génesis, proyecto parte de la inauguración en el marco de PROARTES). Danza.
- Sotavento Teatral: Ateo Dios, 26, 27 y 28 de agosto. Teatro.
- Colectivo Escénico Nána+na: Gánala Perra, 30 de setiembre, 1 y 2 de octubre. (Espectáculo beneficiado por la convocatoria “coproduzcamos un espectáculo con Gráfica Génesis, proyecto parte de la inauguración en el marco de PROARTES). Danza.
- Las Hijas de Otro: Pez Con Pelo, 14, 15, 16, 21, 22 y 23 de Octubre. Danza.
- 2.º Encuentro de Solos “hecho a mano”: Del 1 al 4 de diciembre. Invitados Nacionales: Sylvia Sossa, Andreína Gómez, Anna María Mendoza, Manfred Salazar, José Raúl Martínez, Luis Alfredo Sierra, Julio Borbón. Invitados Internacionales: Francisco Centeno y Renzo Valenzuela (Costa Rica-Perú), Rodrigo Chaverini (Chile) y Dante Mancilla (México). Organizado por Gráfica Génesis y Signos Teatro Danza. Danza.

### 2012
- Gráfica Génesis. Homotextual. 2, 3 y 4 de marzo. Danza.
- DePaso Grupo Escénico. “Dos puntos” 9, 10 y 11 de marzo. Danza.
- FIA. “Oniia o la ruta del sol”, Teatro Los Oficios, República Dominicana, 16 y 17 de marzo. “Luna de Miel…Lotra de Sal”. Teatro Cielo, Ecuador. 19 y 20 de marzo. “Eva, Sol y Sombra” El Papel Proyecto Teatral, Costa Rica. 22 y 23 de marzo. “Un Vuelo sobre la Ciudad” Teatro de Marionetas Estatal de Ereván, Armenia.  25 de marzo.
- Las Hijas de Otro. (3/3/03). 30 y 31 de marzo. Danza.
- El Papel Proyectos Teatrales. Eva, Sol y Sombra. 14 y 15 de abril. Teatro.
- Signos Teatro Danza. Clavo de Olor. 20 y 21 de abril. Danza-Teatro.
- Único Testigo. Impromptu y Proyecto  ¿Solo?. 27, 28 y 29 de abril. Teatro.
- Teatro Ubú y Teatro Tiliche. Mazzocchi. Del 4 al 27 de mayo. Teatro.
- Los Innato. (Match Point). 8, 9 y 10 de junio. Proyecto beneficiado de la Convocatoria a Coproducir un espectáculo de danza con Gráfica Génesis. Danza.
- Gráfica Génesis. San Zapatero. Del 14 de junio al 8 de julio. Teatro.
- Las Hijas de Otro, dePaso y Nána+na. Ezzacta. 13, 14 y 15 de julio. Danza.
- Danza Sinatajos y Danzamoción UNED. Perspectivas. 27, 28 y 29 de julio. Danza.
- Vicky Cortés. Enmaceta. 2, 3, 4 y 5 de agosto. Danza-Teatro.
- Ex-ánima. Mitótica. 10, 11 y 12 de agosto. Danza y Artes Visuales.
- Las Hijas de Oro. Los de Cuadrado. 17, 18 y 19 de agosto. Danza.
- Teatro Oshún. Manuales de (In) Seuridad. Del 13 al 23 de setiembre. Teatro.
- Tatiana Chávez. 27, 28, 29 y 30 de setiembre. Teatro.
- Vivian Rodríguez. En Juliana. Proyecto beneficiado con la convocatoria a coproducir un espectáculo de danza con Gráfica Génesis. 5, 6 y 7 de octubre. Danza-Teatro.
- Colectivo CLA.  Cabala. Proyecto beneficiado con la convocatoria a coproducir un espectáculo de danza con Gráfica Génesis. 12, 13 y 14 de octubre. Danza.
- Henrriette Borbón. Krise. 26, 27 y 28 de octubre. Danza.
- UNA Danza Joven III Temporada, 2.º y 3.er año. 1, 2 y 3 de noviembre. Danza.
- Andanza. 9, 10 y 11 de noviembre. Danza.
- Gráfica Génesis y UNA Danza Joven. Nada Personal. 22, 23, 24 y 25 de noviembre. Danza.
- Gráfica Génesis y Signos Teatro Danza. 3.er Encuentro de Solos “hecho a mano”. Del 26 de noviembre al 2 de diciembre. Danza.
- Asociación Voces Nuestras. Del 3 al 10 de diciembre. Ana Frank y Nuestras Voces. Exhibición Educativa. Danza y Música.
- Homotextual, Gráfica Génesis. 11 de diciembre. Danza.
- Asociación Cultural de Coronado. Marla Castillo. 13, 14, 15 y 16 de diciembre. Pintura, Música y Danza.

### 2013
- Apertura de la Convocatoria de Coproducción con Gráfica Génesis. 1.er de febrero.
- Danza Vitral, “Krise” Dirección Henriette Borbón, 15, 16 y 17 de febrero. Danza Contemporánea. Danza.
- Casa AlRevéz, “Bondage”, 22, 23, 24 de febrero. Teatro.
- Danza Vitral, “Una Mirada Diferente”, Dirección Henriette Borbón, 15, 16 y 17 de marzo. Danza Contemporánea.
- Los INnato,  “Riend”, 19, 20 y 21 de abril. Danza Contemporánea.
- “Pájaros Tristes” Dirección Mabel Marín, 26, 27 y 28 de abril. Teatro.
- Grupo Guiñol “Amadeo o como salir del paso” de Eugene Ionesco. 10, 11 y 12 de mayo. Teatro
- “Pájaros Tristes” Dirección Mabel Marín, 17, 18 y 19 de mayo. Teatro.
- Humberto Canessa, “Materia Breve” Unipersonal de Danza Contemporánea. 24, 25 y 26 de mayo. Danza-Teatro.
- Danza Clásica de la India, “El Viaje que nunca acaba” Dirección Andrea Vargas, 31 de mayo y 1º de junio. Danza.
- Rosabal Gaspard Project, “Lo Propio y lo Alejo”, Dirección Milena Rodríguez. 7, 8 y 9 de junio. Danza Contemporánea, (Iberescena)
- “Matame pero no me Comas”, Dirección Christofer Núñez, 21, 22 y 23 de junio. Danza Contemporánea.
- DePaso Grupo Escénico, “Dolores” Dirección Adriana Cuellar, 28, 29 y 30 de junio. Danza contemporánea.
- MEEI, “Muestra Esperimental de Estudiantes Independientes”, 5, 6 y 7 de julio. Danza Contemporánea.
- Colectivo Gallo Tapao, “Sin Pero”, Dirección Marilia García, 12, 13 y 14 de julio, Danza Contemporánea.
- Humberto Canessa, “Materia Breve” Unipersonal de Danza Contemporánea. 19 y 20 de julio. Danza-Teatro.
- “A Flor de Piel” Danza del Vientre, Dirección Sylvia Blanco, 21 de julio. Danza.
- Las Hijas de Otro, “La que es puta vuelve y la que no deja… recado”, 26, 27 y 28 de julio. Danza Contemporánea.
- Los INnato, “Concierto”, 30, 31 de agosto y 1 de setiembre. Proyecto beneficiado de la Convocatoria a coproducir con Gráfica Génesis 2013. Danza Contemporánea.
- El Papel Proyectos Teatrales y La Espalda Teatro, “El Vuelo de los Ángeles”, Dirección Melvin Méndez, 13, 14 y 15 de setiembre. Proyecto beneficiado de la Convocatoria a coproducir con Gráfica Génesis 2013. Teatro.
- “Habitáculo de Recuerdo” Dirección Fiorella Pattoni. 20, 21 y 22 de setiembre. Danza, Artes Visuales y Música.
- Taxi Colectivo, “Boomerang”, Dirección Francesco Bracci, 27, 28 y 29 de setiembre. Proyecto beneficiado de la Convocatoria a coproducir con Gráfica Génesis 2013. Danza, Video y Arte Visual.
- Danza TEC y DanzaAmón. Baila2. 4, 5 y 6 de octubre. Danza Contemporánea.
- DePaso Grupo Escénico. Donde. 11, 12 y 13 de octubre. Danza Contemporánea.
- Teatro Net CR. Quadrivium, Ensamble a 4 manos. 15, 16, 17, 18, 19 y 20 de octubre. Teatro. (Iberescena)

## Importancia para los grupos independientes de danza contemporánea del país.
La labor de Ricardo Alfieri y Adrián Figueroa como directores de Gráfica Génesis ha sido vital para el crecimiento del espacio, este lugar ha tenido un gran impacto en el medio cultural costarricense. Gracias a la seriedad de su trabajo, análisis del medio artístico, apoyo a las propuestas que se presentan en el sitio, innovaciones en festivales, coproducciones, calidad en la curaduría, interés en las propuestas de contenido enriquecedor, buena administración, trato hacia los usuarios entre otras cosas hacen que Gráfica Génesis se posicione hoy dentro de los sitios más frecuentados para ver danza en Costa Rica.
Entre los programas incentivadores de la danza nacional, con que cuenta el espacio se ve: Coproducción Encuentro de solos Hecho a mano; este permite observar el trabajo de generaciones de coreógrafos de Costa Rica, ejemplos de algunos y algunas: Elián López, Wendy Chinchilla, Verónica Monestel, Daysi Servigna, Natalia Herra, Valentina Marenco. Este año se va a contar con la participación de invitados internacionales de México, España y Nicaragua. Este festival es una plataforma para que principalmente los miembros de agrupaciones independientes de danza puedan mostrar sus trabajos al medio artístico nacional e internacional.
Co produzcamos con Gráfica Génesis es una actividad que da la oportunidad a miembros del medio independiente de poder desarrollar una temporada de sus espectáculos. Las ventajas de esta iniciativa es que permite la distribución del porcentaje de taquilla por lo que no se debe pensar en hacer la inversión del alquiler del espacio. Además se cuenta con el acompañamiento y difusión por parte de Gráfica Génesis durante el evento a presentar.
También como otra iniciativa incentivadora Gráfica se asoció con el grupo representativo de la escuela de danza de la universidad Nacional, UNA Danza Joven y creó una temporada para mostrar el trabajo escénico. Además se alquila el espacio como sala de ensayos. Asimismo está abierta a la impartición de talleres, clases magistrales y conversatorios de diversas actividades. Como parte de las más recientes iniciativas se encuentra el Festival A Puro Cuerpo (coproducción con Tres Hermanos).
La importancia del espacio igualmente radica en las facilidades que ofrece; este puede ser transformado y moldeado a petición del coreógrafo(a), el director es flexible y permeable en cuanto a su utilización (siempre que se vele por la seguridad y sea posible), el precio de alquiler se mantiene dentro de las posibilidades de los grupos independientes de danza, poco a poco se han hecho mejoras estructurales y de equipo para aumentar la comodidad de los usuarios.
Otras facilidades importantes de recalcar, que los artistas notan son: cuenta con una galería por si es necesario mostrar arte visual dentro de las propuestas, el público que la visita es un espectador fiel por estar un poco alejada del centro de San José, el valor humano de las personas que trabajan ahí.
Con respecto al análisis de las agrupaciones que han presentado espectáculos en Gráfica Génesis del año 2009 al 2013 un 63,15% fueron agrupaciones de Danza Contemporánea y en su gran mayoría independientes; el 21,05% fueron de Teatro; el 15,78% espectáculos interdisciplinarios. Vemos la predominancia de la Danza en la utilización del espacio.
Gráfica Génesis es un espacio escénico muy importante actualmente para el desarrollo y divulgación de los grupos independientes de danza del país, permite que sean posibles las temporadas de danza de los mismos, propone espacios para muestras de creaciones, contribuye al desarrollo de festivales, conversatorios y está continuamente proponiendo y apoyando iniciativas para favorecer el arte danzario del país.